# Фреснеда, Иван
Иван Фреснеда Корралиса (исп. Iván Fresneda Corraliza; родился 28 сентября 2004, Мадрид) — испанский футболист, правый защитник португальского клуба «Спортинг».

## Клубная карьера
Уроженец Мадрида, Фреснеда выступал за молодёжные команды футбольных клубов «Кихорна» и «Боадилья». В 2014 году присоединился к футбольной академии клуба «Реал Мадрид», в которой провёл четыре года. С 2018 по 2020 год играл за молодёжную команду «Леганеса». В 2020 году присоединился к академии клуба «Реал Вальядолид».
5 января 2022 года дебютировал в основном составе «Вальядолида», выйдя в стартовом составе в матче Кубка Испании против клуба «Реал Бетис». 9 сентября 2022 года дебютировал в испанской Примере в матче против «Жироны».

## Карьера в сборной
В 2022 году дебютировал за сборные Испании до 18 и до 19 лет.

## Достижения
«Спортинг»
- Чемпион Португалии (2): 2023/24, 2024/25